# Dominique Gaigne
Dominique Gaigne, nascido a 3 de julho de 1961 em Pacé, foi um ciclista francês, profissional entre 1983 e 1989, cujos maiores sucessos desportivos conseguiu-os em 1983, quando obteve sendas vitórias de etapa no Tour de France e na Volta a Espanha.

## Palmarés
| 1983 - 1 etpa no Tour de France - 1 etapa na Volta a Espanha 1985 - 2 etapas do Étoile des Espoirs | 1986 - Tour de Limousin 1989 - Binche-Tournai-Binche |

## Resultados em Grandes Voltas e Campeonato do Mundo
| Carreira           | 1983 | 1984 | 1985 | 1986 | 1987 | 1988 | 1989 |
| ------------------ | ---- | ---- | ---- | ---- | ---- | ---- | ---- |
| Giro d'Italia      | -    | 83º  | -    | -    | -    | Ab.  | -    |
| Tour de France     | 65º  | 121º | 116º | 85º  | -    | -    | -    |
| Volta a Espanha    | Ab.  | -    | -    | -    | -    | -    | 82º  |
| Mundial em Estrada | -    | -    | -    | -    | -    | -    | -    |